# لیگ قهرمانان اروپا ۰۹–۲۰۰۸
لیگ قهرمانان اروپا ۰۹–۲۰۰۸ پنجاه و چهارمین دوره از مسابقات فوتبال باشگاه‌های برتر اروپا و هفدهمین دورهٔ لیگ قهرمانان اروپا بود که از ۱۶ سپتامبر ۲۰۰۸ تا ۲۷ می ۲۰۰۹ برگزار شد. دیدار پایانی این دوره از مسابقات نیز در ۲۷ می ۲۰۰۹ در ورزشگاه المپیک رم برگزار شد. این هشتمین باری بود که فینال یکی از جام‌های اروپایی در ایتالیا و چهارمین باری است که در ورزشگاه المپیک رم برگزار می‌شود. باشگاه بارسلونا با هدایت گواردیولا به فینال راه پیدا کرد و در نهایت با پیروزی بر منچستر یونایتد که مدافع عنوان قهرمانی بود، قهرمان شد.

## وضعیت
از جمع ۷۶ تیم از ۵۲ عضو یوفا (لیختنشتاین عضو بومی لیگ نیست) در لیگ قهرمانان ۲۰۰۸-۲۰۰۹ شرکت می‌کنند.از عنوان‌های فصل قبل برای ورود به لیگ استفاده نمی‌شود از این رو منچستر یونایتد برای راه یابی به مرحله گروهی از عنوان قهرمانی لیگ برتر انگلستان استفاده می‌کند.
ترتیب شرکت در لیگ قهرمانان ۲۰۰۸-۲۰۰۹ در زیر دیده می‌شود.
- فدراسیون‌های ۱ تا ۳ (اسپانیا، انگلستان و ایتالیا)هر کدام چهار تیم
- فدراسیون‌های ۴ تا ۶ (فرانسه، آلمان و پرتغال ) هر کدام سه تیم
- فدراسیون‌های ۷ تا ۱۵ (رومانی، هلند، روسیه، اسکاتلند، اوکراین، بلژیک، جمهوری چک، ترکیه و یونان) هر کدام دو تیم
- فدراسیون‌های ۱۶ تا ۵۳ (به استثنای لیختنشتاین) هر کدام یک تیم

اولین دور مقدماتی : (۲۸ تیم)
- ۲۸ قهرمان از فدراسیون‌های ۲۵ تا ۵۳

دومین دور مقدماتی (۲۸ تیم)
- ۱۴ برنده از دور اول مقدماتی
- ۸ قهرمان از فدراسیون‌های ۱۷ تا ۲۴ ( سوئیس، نروژ، اسرائیل، صربستان، دانمارک، اتریش، لهستان و مجارستان)
- ۶ دومی از فدراسیون‌های ۱۰ تا ۱۵

سومین دور مقدماتی (۳۲ تیم)
- ۱۴ برنده از دور دوم مقدماتی
- ۶ قهرمان از فدراسیون‌های ۱۱ تا ۱۶
- ۳ دومی از فدراسیون‌های ۷ تا ۹ (هلند برنده یک سری بازی‌های حذفی سریع تر نسبن به دومی مقدماتی خود به خود وارد می‌شود.)
- ۶ سومی از فدراسیون‌های ۱ تا ۶
- ۳ چهارمی از فدراسیون‌های ۱ تا ۳

مرحله گروهی (۳۲ تیم)
- ۱۶ برنده از سومین دور مقدماتی
- ۱۰ قهرمان از فدراسیون‌های ۱ تا ۱۰
- ۶ دومی از فدراسیون‌های ۱ تا ۶

| .:: مرحله گروهی ::. |             |                  |                  |
| رئال مادرید         | اینتر میلان | بایرن مونیخ      | کلوژ             |
| ویارئال             | آ اس رم     | وردر برمن        | آیندهوون         |
| منچستر یونایتد      | لیون        | پورتو            | زنیت سن پترزبورگ |
| چلسی                | بوردو       | اسپورتینگ لیسبون | سلتیک            |

| .::سومین دور مقدماتی::. |                |                |              |
| بارسلونا                | فیورنتینا      | توئنته         | اسلاویا پراگ |
| اتلتیکو مادرید          | مارسی          | اسپارتاک مسکو  | گالاتاسرای   |
| آرسنال                  | شالکه ۰۴       | شاختار دونتسک  | المپیاکوس    |
| لیورپول                 | ویتوریا گیمارش | استاندارد لیئژ | لوسکی سوفیه  |
| یوونتوس                 | استوا بخارست   |                |              |

| .::دومین دور مقدماتی::. |            |               |                  |
| رنجرز                   | فنر باغچه  | بیتار اورشلیم | راپید وین        |
| دینامو کیف              | پاناتیاکوس | پارتیزان      | ویسلا کراکو      |
| اندرلخت                 | بازل       | آلبورگ        | ام تی کا بوداپست |
| اسپارتا پراگ            | بران       |               |                  |

| .::اولین دور مقدماتی::. |                |               |                     |
| آرتمدیا پترزالکا        | کائوناس        | باته          | لانلی               |
| دینامو زاگرب            | تامپر یونایتد  | دینامو تیرانا | ان اس آی روناویک    |
| آنورتوسیس               | شریف تیراسپول  | لوادیا        | دودلانج             |
| آی اف کا گوتبورگ        | دروگدا یونایتد | پیونیک ایروان | والتا               |
| دومزال                  | دینامو تفلیس   | اینتر باکو    | سانتو کولوما        |
| مودریچا                 | رابوتنیچکی     | آکتوب         | موراتا              |
| ونتسپیلس                | والور          | لیفیلد        | بودوکنوست پودگوریسا |

## تیم‌های محروم
پورتو
در ۴ ژوئن ۲۰۰۸ تصمیم گرفته شد قهرمان پرتغالی، پورتو از این فصل مسابقات محروم شود. بعداً باشگاه مقصر رشوه‌گیری داوران را در طول فصل ۲۰۰۳-۲۰۰۴ لیگ پرتغال را پیدا کرد. در نتیجه تیم‌های ویتوریا گیمارش از سومین دور مقدماتی به مرحله گروهی و بنفیکا از جام یوفا به سومین دور مقدماتی ارتقا یافتند. به هرحال پورتو نسبت به این تصمیم در خواست استیناف کرد و این درخواست توسط شورای استیناف یوفا تجدید نظر شد و به شورای کنترل و انضباط برای اظهار نظر دوباره باز گشت . جلسه اظهار نظر دوباره در باره این موقعیت در ۱۶ ژوئن ۲۰۰۸ با تصمیم معکوس همراه بود و پورتو اجازه یافت به لیگ قهرمانان اروپا ۲۰۰۸ -۲۰۰۹ باز گردد. تصمیم گرفته شده ناشی از جریان انضباطی پورتو در پرتغال هنوز کامل نیست.
زسکا صوفیه
قهرمان بلغارستانی زسکا صوفیه از رقابت‌ها محروم گردید به علت ردشدن تأمین گواهی یوفا ناشی از این که باشگاه در بدهی‌های گوناگون به دولت و بستانکاران می‌باشد. لفسکی صوفیه در سومین دور مقدماتی قرار گرفت.

## مرحله و زمان‌های قرعه کشی
| تاریخ                     | رویداد                              |
| ۱ ژولای ۲۰۰۸              | قرعه کشی برای دور اول و دوم مقدماتی |
| ۱۵ و ۱۶ ژولای ۲۰۰۸        | دور اول مقدماتی بخش اول             |
| ۲۲ و ۲۳ ژولای ۲۰۰۸        | دور اول مقدماتی بخش دوم             |
| ۲۹و ۳۰ ژولای ۲۰۰۸         | دور دوم مقدماتی بخش اول             |
| ۱آگوست ۲۰۰۸               | قرعه کشی برای دور سوم مقدماتی       |
| ۵ و ۶ آگوست ۲۰۰۸          | دور دوم مقدماتی بخش دوم             |
| ۱۲ و ۱۳ آگوست ۲۰۰۸        | دور سوم مقدماتی بخش اول             |
| ۲۶ و ۲۷ آگوست ۲۰۰۸        | دور سوم مقدماتی بخش دوم             |
| ۲۸ آگوست ۲۰۰۸             | قرعه کشی برای مرحله گروهی           |
| ۱۶ و ۱۷ سپتامبر ۲۰۰۸      | مرحله گروهی، بازی اول               |
| ۳۰ سپتامبر ، ۱ اکتبر ۲۰۰۸ | مرحله گروهی، بازی دوم               |
| ۲۱ و ۲۲ اکتبر ۲۰۰۸        | مرحله گروهی، بازی سوم               |
| ۴ و ۵ نوامبر ۲۰۰۸         | مرحله گروهی، بازی چهارم             |
| ۲۵و ۲۶ نوامبر ۲۰۰۸        | مرحله گروهی، بازی پنجم              |
| ۹ و ۱۰ دسامبر ۲۰۰۸        | مرحله گروهی، بازی ششم               |
| ۱۹دسامبر ۲۰۰۸             | قرعه کشی برای اولین مرحله حذفی      |
| ۲۴ و ۲۵ فوریه ۲۰۰۹        | اولین مرحله حذفی بخش اول            |
| ۱۰و ۱۱ مارس ۲۰۰۹          | اولین مرحله حذفی بخش دوم            |
| ۲۰ مارس ۲۰۰۹              | قرعه کشی برای دورهای باقیمانده      |
| ۷و ۸ آوریل ۲۰۰۹           | یک چهارم نهایی بخش اول              |
| ۱۴و ۱۵ آوریل ۲۰۰۹         | یک چهارم نهایی بخش دوم              |
| ۲۸و ۲۹ آوریل ۲۰۰۹         | نیمه نهایی بخش اول                  |
| ۵و ۶ می ۲۰۰۹              | نیمه نهایی بخش دوم                  |
| ۲۷می ۲۰۰۹                 | بازی پایانی در رم ٬ ایتالیا         |

## دورهای مقدماتی

### دور اول مقدماتی
قرعه کشی برای دورهای اول و دوم مقدماتی در ۱ ژولای ۲۰۰۸ نایون سوئیس برگزار شد. اولین بخش بازی‌ها در ۱۵ و ۱۶ ژولای برگزار شد و همچنین بخش دوم در ۲۲ و ۲۳ ژولای ۲۰۰۸ انجام شد.
| تیم شماره یک   | نتیجه نهایی | تیم شماره دو        | نتیجه خانگی | نتیجه بیرون از خانه |
| لینفیلد        | ۳-۱         | دینامو زاگرب        | ۲-۰         | ۱-۱                 |
| والتا          | ۳-۰         | آرتمدیا پترزالکا    | ۲-۰         | ۱-۰                 |
| دینامو تفلیس   | ۱-۳         | ان اس آی روناویک    | ۰-۳         | ۱-۰                 |
| سانتو کولوما   | ۷-۲         | کائوناس             | ۴-۱         | ۳-۱                 |
| موراتا         | ۹-۰         | آی اف کا گوتبورگ    | ۵-۰         | ۴-۰                 |
| لانلی          | ۴-۱         | ونتسپیلس            | ۰-۱         | ۴-۰                 |
| آنورتوسیس      | ۰-۳         | پیونیک ایروان       | ۰-۱         | ۰-۲                 |
| اینتر باکو     | ۱-۱ (ب)     | رابوتنیچکی          | ۰-۰         | ۱-۱                 |
| تامپر یونایتد  | ۲-۳         | بودوکنوست پودگوریسا | ۱-۲         | ۱-۱                 |
| دودلانج        | ۳-۰         | دومزال              | ۱-۰         | ۲-۰                 |
| دینامو تیرانا  | ۴-۱         | مودریچا             | ۲-۰         | ۲-۱                 |
| آکتوب          | ۴-۱         | شریف تیراسپول       | ۰-۱         | ۴-۰                 |
| دروگدا یونایتد | ۱-۳         | لوادیا              | ۱-۲         | ۰-۱                 |
| باته           | ۰-۳         | والور               | ۰-۲         | ۰-۱                 |

در قرعه کشی اولین دور مقدماتی طبق بنیان ضریب یوفا به دو گلدان تقسیم می‌شوند. گلدان پایین‌تر محتوی ۱۴ تیم از فدراسیون‌های ۴۰ تا ۵۳ می‌باشد به هیچ وجه این تیم‌ها بر اساس رتبه بندی نیستند.
دو تا از چهارده بازی بر خلاف رتبه با برد تیم پایین‌تر همراه بود . اینتر باکو (آذربایجان ۴۲، رتبه کشور) بر رابوتنیچکی (مقدونیه ، ۳۶) و باته (بلاروس ، ۴۰) بر والور (آیسلند ،۳۷)غلبه کردند.
از ۲۸ تیمی که در دور اول مقدماتی شرکت کردند ۲ تیم توانستند یک مسیر طولانی را سپری کنند و به مرحله گروهی برسند.آنورتوسیس و باته توانستند مرحله گروهی را با جایگاه چهارم به پایان برسانند.

### دور دوم مقدماتی
بخش اول بازی‌ها در ۲۹ و ۳۰ ژولای و همچنین بخش دوم در ۵ و ۶ آگوست ۲۰۰۸ برگزار شد.
| تیم شماره یک     | نتیجه نهایی | تیم شماره دو     | نتیجه خانگی | نتیجه بیرون از خانه |
| رنجرز            | ۲-۱         | کائوناس          | ۰-۰         | ۲-۱                 |
| بران             | ۲-۲ (ب)     | ونتسپیلس         | ۰-۱         | ۲-۱                 |
| اینتر باکو       | ۳-۱         | پارتیزان         | ۱-۱         | ۲-۰                 |
| تامپر یونایتد    | ۷-۳         | آرتمدیا پترزالکا | ۳-۱         | ۴-۲                 |
| آنورتوسیس        | ۳-۴         | راپید وین        | ۰-۳         | ۳-۱                 |
| دومزال           | ۶-۲         | دینامو زاگرب     | ۳-۰         | ۳-۲                 |
| پاناتیاکوس       | ۰-۳         | دینامو تفلیس     | ۰-۳         | ۰-۰                 |
| آی اف کا گوتبورگ | ۵-۳         | بازل             | ۱-۱         | ۴-۲                 |
| شریف تیراسپول    | ۳-۰         | اسپارتا پراگ     | ۱-۰         | ۲-۰                 |
| دروگدا یونایتد   | ۴-۳         | دینامو کیف       | ۲-۱         | ۲-۲                 |
| اندرلخت          | ۴-۳         | باته             | ۲-۱         | ۲-۲                 |
| بیتار اورشلیم    | ۶-۲         | ویسلا کراکو      | ۱-۲         | ۵-۰                 |
| فنر باغچه        | ۰-۷         | ام تی کا بوداپست | ۰-۲         | ۰-۵                 |
| آلبورگ           | ۱-۷         | مودریچا          | ۰-۵         | ۱-۲                 |

در قرعه کشی برای دور دوم مقدماتی تیم‌ها طبق بنیان ضریب یوفا به دو گلدان تقسیم شدند. گلدان بالاتر محتوی تیم‌هایی با رتبه بندی ۱۶۶ و بالاتر بود. بنابراین این رابطه شامل تیم‌هایی می‌باشد که رتبه آن‌ها در راس ۱۶۶ می‌باشد.
سه تا از چهارده بازی بر خلاف رتبه با برد تیم پایین‌تر همراه بود. کائوناس (بدون رتبه، با ضریب ۲/۶۴۰) بر رنجرز (رتبه ۲۴، باضریب ۶۶/۰۱۳) و باته (بدون رتبه، باضریب ۱/۷۶۰) بر اندرلخت (رتبه ۵۶، باضریب ۴۱/۸۱۰) و آنورتوسیس (رتبه ۱۹۳) بر راپید وین (رتبه ۱۶۶) غلبه کردند.

### دور سوم مقدماتی
قرعه کشی برای سومین دور مقدماتی در ۱ آگوست ۲۰۰۸ در ناین سوئیس برگزار شد. بخش اول بازی‌ها در ۱۲ و ۱۳ آگوست انجام شد و بخش دوم در ۲۷ و ۲۸ آگوست انجام شد . تیم‌های بازنده هر بازی در دور اول جام یوفا ۰۹-۲۰۰۸ شرکت کردند و همچنین برنده بازی‌های دور سوم مقدماتی به مرحله گروهی لیگ قهرمانان اروپا ۲۰۰۹-۲۰۰۸ راه پیدا کردند.
| تیم شماره یک   | نتیجه نهایی | تیم شماره دو     | نتیجه خانگی | نتیجه بیرون از خانه |
| آنورتوسیس      | ۱-۳         | المپیاکوس        | ۰-۳         | ۱-۰                 |
| ویتوریا گیمارش | ۲-۱         | بازل             | ۰-۰         | ۲-۱                 |
| شاختار دونتسک  | ۱-۵         | دینامو زاگرب     | ۰-۲         | ۱-۳                 |
| شالکه ۰۴       | ۴-۱         | اتلتیکو مادرید   | ۰-۱         | ۴-۰                 |
| آلبورگ         | ۰-۴         | کائوناس          | ۰-۲         | ۰-۲                 |
| بارسلونا       | ۱-۴         | ویسلا کراکو      | ۰-۴         | ۱-۰                 |
| لفسکی صوفیه    | ۲-۱         | باته             | ۱-۰         | ۱-۱                 |
| استاندارد لیئژ | ۱-۰         | لیورپول          | ۰-۰         | ۱-۰ (و)             |
| پارتیزان       | ۴-۳         | فنرباغچه         | ۲-۲         | ۲-۱                 |
| توئنته         | ۶-۰         | آرسنال           | ۲-۰         | ۴-۰                 |
| اسپارتاک مسکو  | ۸-۲         | دینامو کیف       | ۴-۱         | ۴-۱                 |
| یوونتوس        | ۱-۵         | آرتمدیا پترزالکا | ۰-۴         | ۱-۱                 |
| بران           | ۳-۱         | مارسی            | ۱-۰         | ۲-۱                 |
| فیورنتینا      | ۰-۲         | اسلاویا پراگ     | ۰-۲         | ۰-۰                 |
| گالاتاسرای     | ۳-۲         | استوا بخارست     | ۲-۲         | ۱-۰                 |
| اسپارتا پراگ   | ۳-۱         | پاناتیاکوس       | ۲-۱         | ۱-۰                 |

در قرعه کشی دور سوم مقدماتی تیم‌ها طبق بنیان ضریب یوفا به دو گلدان تقسیم شدند. گلدان بالاتر محتوی تیم‌هایی با رتبه ۶۱ به بالا بود . به هر حال قرعه کشی قبل از دور دوم مقدماتی انجام شد . در ضمن تیم‌های تأثیرگذار کائوناس و باته در گلدان بالاتر قرار گرفتند و جایگزین تیم‌های حذف شده شدند.
چهار تا از شانزده بازی بر خلاف رتبه با برد تیم پایین‌تر همراه بود.تیم‌های آنورتوسیس (رتبه ۱۹۳) بر المپیاکوس (رتبه ۴۴) و باته (بدون رتبه، باضریب ۱/۷۶۰) بر لفسکی سوفیه (رتبه ۸۰، باضریب ۳۲/۶۴۴) و اتلتیکو مادرید (رتبه ۶۷) بر شالکه ۰۴ (رتبه ۲۲) و دینامو کیف (رتبه ۷۴) بر اسپارتاک مسکو (رتبه ۶۱) غلبه کردند.

## مرحله گروهی
قرعه کشی برای مرحله گروهی در ۲۸ آگوست ۲۰۰۸ در گریمالدی، موناکو انجام شد.
بندهای اساسی مقررات یوفا در فصل جاری اگرمیان دو تیم یا بیشتر امتیازات برابری پس از اتمام بازی‌های مرحله گروهی ضوابط ذیل در تعیین رتبه عملی هستند.
۱. بیشتر بودن تعداد امتیازات بدست آمده از بازی‌های مرحله گروهی میان دو تیم دارای مسئله
۲. بالا بودن تفاضل گل از بازی‌های مرحله گروهی میان تیم‌های دارای مسئله
۳. بیشتر بودن تعداد گل‌های به ثمر رسیده در بیرون از خانه در مقابل داخل خانه در بازی‌های مرحله گروهی میان دو تیم دارای مسئله
۴. بالا بودن تفاضل گل از همهٔ بازی‌های مرحله گروهی
۵. بیشتر بودن گل‌های به ثمر رسیده در همهٔ بازی‌های گروهی
۶. بیشتر بودن مقدار ضریب امتیاز انباشته شده باشگاه دارای مسئله و همچنین فدراسیون مربوطه در سرتاسر پنج فصل قبل
| راهنما رنگ‌ها در جدول گروهی                                                |
| تیم‌هایی که به مرحله اول حذفی راه پیدا کرده‌اند و با خط درشت مشخص شده اند   |
| تیم‌هایی که جام یوفا راه پیدا کرده‌اند و با خط درشت کج مشخص شده اند         |
| تیم‌هایی که از این فصل رقابت‌های اروپایی حذف شده‌اند و با خط کج مشخص شده اند |

### گروه A
| تیم     | بازی | برد | مساوی | باخت | گل زده | گل خورده | تفاضل گل | امتیاز |
| آ اس رم | ۶    | ۴   | ۰     | ۲    | ۱۲     | ۶        | ۶+       | ۱۲     |
| چلسی    | ۶    | ۳   | ۲     | ۱    | ۹      | ۵        | ۴+       | ۱۱     |
| بوردو   | ۶    | ۲   | ۱     | ۳    | ۵      | ۱۱       | ۶-       | ۷      |
| کلوژ    | ۶    | ۱   | ۱     | ۴    | ۵      | ۹        | ۴-       | ۴      |

| . : : . : : . | بوردو | کلوژ | چلسی | آ اس رم |
| بوردو         | X     | ۰-۱  | ۱-۱  | ۳-۱     |
| کلوژ          | ۲-۱   | X    | ۰-۰  | ۳-۱     |
| چلسی          | ۰-۴   | ۱-۲  | X    | ۰-۱     |
| آ اس رم       | ۰-۲   | ۲-۱  | ۱-۳  | X       |

### گروه B
| تیم         | بازی | برد | مساوی | باخت | گل زده | گل خورده | تفاضل گل | امتیاز |
| پاناتیاکوس  | ۶    | ۳   | ۱     | ۲    | ۸      | ۷        | ۱+       | ۱۰     |
| اینتر میلان | ۶    | ۲   | ۲     | ۲    | ۸      | ۷        | ۱+       | ۸      |
| وردر برمن   | ۶    | ۱   | ۴     | ۱    | ۷      | ۹        | ۲-       | ۷      |
| آنورتوسیس   | ۶    | ۱   | ۳     | ۲    | ۸      | ۸        | ۰        | ۶      |

| . : : . : : . | آنورتوسیس | اینتر میلان | پاناتیاکوس | وردر برمن |
| آنورتوسیس     | X         | ۳-۳         | ۱-۳        | ۲-۲       |
| اینتر میلان   | ۰-۱       | X           | ۱-۰        | ۱-۱       |
| پاناتیاکوس    | ۰-۱       | ۲-۰         | X          | ۲-۲       |
| وردر برمن     | ۰-۰       | ۱-۲         | ۳-۰        | X         |

### گروه C
| تیم              | بازی | برد | مساوی | باخت | گل زده | گل خورده | تفاضل گل | امتیاز |
| بارسلونا         | ۶    | ۶   | ۰     | ۰    | ۱۸     | ۵ ۸      | ۱۰+      | ۱۸     |
| اسپورتینگ لیسبون | ۶    | ۶   | ۰     | ۰    | ۸      | ۵ ۸      | ۰        | ۱۲     |
| شاختار دونتسک    | ۶    | ۳   | ۰     | ۳    | ۱۱     | ۷        | ۴+       | ۹      |
| بازل             | ۶    | ۰   | ۱     | ۵    | ۲      | ۱۶       | ۱۴-      | ۱      |

| . : : . : : .    | بارسلونا | بازل | شاختار دونتسک | اسپورتینگ لیسبون |
| بارسلونا         | X        | ۰_۱  | ۱_۲           | ۱-۳              |
| بازل             | ۵-۰      | X    | ۲-۱           | ۱-۰              |
| شاختار دونتسک    | ۲_۰      | ۰-۵  | X             | ۱-۰              |
| اسپورتینگ لیسبون | ۵-۰      | ۰-۲  | ۰-۱           | X                |

### گروه D
| تیم            | بازی | برد | مساوی | باخت | گل زده | گل خورده | تفاضل گل | امتیاز |
| لیورپول        | ۶    | ۴   | ۲     | ۰    | ۱۱     | ۵        | ۶+       | ۱۴     |
| اتلتیکو مادرید | ۶    | ۳   | ۳     | ۰    | ۹      | ۴        | ۵+       | ۱۲     |
| مارسی          | ۶    | ۱   | ۱     | ۴    | ۵      | ۷        | ۲-       | ۴      |
| آیندهوون       | ۶    | ۱   | ۰     | ۵    | ۵      | ۱۴       | ۹-       | ۳      |

| . : : . : : .  | اتلتیکو مادرید | لیورپول | مارسی | آیندهوون |
| اتلتیکو مادرید | X              | ۱-۱     | ۱-۲   | ۱-۲      |
| لیورپول        | ۱-۱            | X       | ۰-۱   | ۱-۳      |
| مارسی          | ۰-۰            | ۲-۱     | X     | ۰-۳      |
| آیندهوون       | ۳-۰            | ۳-۱     | ۰-۲   | X        |

### گروه E
| تیم            | بازی | برد | مساوی | باخت | گل زده | گل خورده | تفاضل گل | امتیاز |
| منچستر یونایتد | ۶    | ۲   | ۴     | ۰    | ۹      | ۳        | ۶+       | ۱۰     |
| ویارئال        | ۶    | ۲   | ۳     | ۱    | ۹      | ۷        | ۲+       | ۹      |
| آلبورگ         | ۶    | ۱   | ۳     | ۲    | ۹      | ۱۴       | ۵-       | ۶      |
| سلتیک          | ۶    | ۱   | ۲     | ۳    | ۴      | ۷        | ۳-       | ۵      |

| . : : . : : .  | آلبورگ | سلتیک | منچستر یونایتد | ویارئال |
| آلبورگ         | X      | ۱-۲   | ۳-۰            | ۲-۲     |
| سلتیک          | ۰-۰    | X     | ۱-۱            | ۰-۲     |
| منچستر یونایتد | ۲-۲    | ۰-۳   | X              | ۰-۰     |
| ویارئال        | ۳-۶    | ۰-۱   | ۰-۰            | X       |

### گروه F
| تیم          | بازی | برد | مساوی | باخت | گل زده | گل خورده | تفاضل گل | امتیاز |
| بایرن مونیخ  | ۶    | ۴   | ۲     | ۰    | ۱۲     | ۴        | ۸+       | ۱۴     |
| لیون         | ۶    | ۳   | ۲     | ۱    | ۱۴     | ۱۰       | ۴+       | ۱۱     |
| فیورنتینا    | ۶    | ۱   | ۳     | ۲    | ۵      | ۸        | ۳-       | ۶      |
| استوا بخارست | ۶    | ۰   | ۱     | ۵    | ۳      | ۱۲       | ۹-       | ۱      |

| . : : . : : . | بایرن مونیخ | فیورنتینا | لیون | استوا بخارست |
| بایرن مونیخ   | X           | ۰-۳       | ۱-۱  | ۰-۳          |
| فیورنتینا     | ۱-۱         | X         | ۲-۱  | ۰-۰          |
| لیون          | ۳-۲         | ۲-۲       | X    | ۰-۲          |
| استوا بخارست  | ۱-۰         | ۱-۰       | ۵-۳  | X            |

### گروه G
| تیم        | بازی | برد | مساوی | باخت | گل زده | گل خورده | تفاضل گل | امتیاز |
| پورتو      | ۶    | ۴   | ۰     | ۲    | ۹      | ۸        | ۱+       | ۱۲     |
| آرسنال     | ۶    | ۳   | ۲     | ۱    | ۱۱     | ۵        | ۶+       | ۱۱     |
| دینامو کیف | ۶    | ۲   | ۲     | ۲    | ۴      | ۴        | ۰        | ۸      |
| فنرباغچه   | ۶    | ۰   | ۲     | ۴    | ۴      | ۱۱       | ۷-       | ۲      |

| . : : . : : . | آرسنال | دینامو کیف | فنرباغچه | پورتو |
| آرسنال        | X      | ۰-۱        | ۱-۰      | ۰-۴   |
| دینامو کیف    | ۱-۱    | X          | ۰-۱      | ۲-۱   |
| فنرباغچه      | ۵-۲    | ۰-۰        | X        | ۲-۱   |
| پورتو         | ۰-۲    | ۱-۰        | ۱-۳      | X     |

### گروه H
| تیم               | بازی | برد | مساوی | باخت | گل زده | گل خورده | تفاضل گل | امتیاز |
| یوونتوس           | ۶    | ۳   | ۳     | ۰    | ۷      | ۳        | ۴+       | ۱۲     |
| رئال مادرید       | ۶    | ۴   | ۰     | ۲    | ۹      | ۵        | ۴+       | ۱۲     |
| زنیت سنت پترزبورگ | ۶    | ۱   | ۲     | ۳    | ۴      | ۷        | ۳-       | ۵      |
| باته              | ۶    | ۰   | ۳     | ۳    | ۳      | ۸        | ۵-       | ۳      |

| . : : . : : .     | باته | یوونتوس | رئال مادرید | زنیت سنت پترزبورگ |
| باته              | X    | ۲-۲     | ۱-۰         | ۲-۰               |
| یوونتوس           | ۰-۰  | X       | ۱-۲         | ۰-۱               |
| رئال مادرید       | ۰-۲  | ۲-۰     | X           | ۰-۳               |
| زنیت سنت پترزبورگ | ۱-۱  | ۰-۰     | ۲-۱         | X                 |

## مرحله حذفی
از مرحله حذفی تا مرحله نیمه نهایی باشگاه‌ها دو بار به صورت رفت وبرگشت در برابر هم صف آرایی می‌کنند. در دور شانزدهم تیم اول گروه در مقابل یک تیم دوم دیگر گروه‌ها پیکار می‌کند.برای قرعه کشی در مرحله یک چهارم نهایی و نیمه نهایی باشگاه‌ها بر اساس نتایج گروهی و مرحله اول حذفی در فصل جاری دسته بندی می‌شوند(هشت بازی).

### اولین دور حذفی
قرعه کشی برای اولین دور حذفی در ۱۹ دسامبر ۲۰۰۸ در ناین سوئیس انجام می‌شود. بخش اول دور اول حذفی برنامه‌ریزی شده‌است و در ۲۴ و ۲۵ فوریه ۲۰۰۹ انجام می‌شود.
| تیم شماره یک     | نتیجه نهایی | تیم شماره دو   | نتیجه خانگی | نتیجه بیرون از خانه |
| چلسی             |             | یوونتوس        | ۲۵ فوریه    | ۱۰ مارس             |
| ویارئال          |             | پاناتیاکوس     | ۲۵ فوریه    | ۱۰ مارس             |
| اسپورتینگ لیسبون |             | بایرن مونیخ    | ۲۵ فوریه    | ۱۰ مارس             |
| اتلتیکو مادرید   |             | پورتو          | ۲۴ فوریه    | ۱۱ مارس             |
| لیون             |             | بارسلونا       | ۲۴ فوریه    | ۱۱ مارس             |
| رئال مادرید      |             | لیورپول        | ۲۵ فوریه    | ۱۰ مارس             |
| آرسنال           |             | آ اس رم        | ۲۴ فوریه    | ۱۱ مارس             |
| اینتر میلان      |             | منچستر یونایتد | ۲۴ فوریه    | ۱۱ مارس             |

## قهرمان
| قهرمان لیگ قهرمانان اروپا ٠٩-٢٠٠٨ |
| --------------------------------- |
| بارسلونا                          |
| سومین قهرمانی                     |

## گلزنان برتر
| رتبه | بازیکن          | تیم         | گل زده | دقایق بازی |
| ---- | --------------- | ----------- | ------ | ---------- |
| ۱    | لیونل مسی       | بارسلونا    | ۹      | ۹۸۲        |
| ۲    | استیون جرارد    | لیورپول     | ۷      | ۵۸۰        |
| ۲    | میروسلاو کلوزه  | بایرن مونیخ | ۷      | ۶۸۰        |
| ۴    | لیساندرو لوپز   | پورتو       | ۶      | ۹۴۳        |
| ۵    | امانوئل آدبایور | آرسنال      | ۵      | ۶۲۷        |
| ۵    | الساندرو دلپیرو | یوونتوس     | ۵      | ۶۸۸        |
| ۵    | دیدیه دروگبا    | چلسی        | ۵      | ۷۰۲        |
| ۵    | رابین ون پرسی   | آرسنال      | ۵      | ۷۱۶        |
| ۵    | تیری هانری      | بارسلونا    | ۵      | ۷۱۷        |
| ۵    | کریم بنزما      | المپیک لیون | ۵      | ۷۳۱        |

- Source: Top Scorers - Final - Wednesday ۲۷ May ۲۰۰۹ (after match) (accessed ۲۷ May ۲۰۰۹)

## پیوند
پایگاه رسمی کنفدراسیون فوتبال اروپا